# Myrsine minima
Myrsine minima är en viveväxtart som först beskrevs av Steyermark, och fick sitt nu gällande namn av J.J. Pipoly. Myrsine minima ingår i släktet Myrsine och familjen viveväxter. Inga underarter finns listade i Catalogue of Life.